# Rampage (jogo eletrônico)
Rampage é um jogo eletrônico de 1986 para o arcade, produzido pela Bally Midway. Neste jogo, os jogadores assumem o controle de monstros gigantes que tentam sobreviver dos ataques de forças militares. Cada nível é concluído quando uma determinada cidade é completamente reduzida a escombros. O jogo foi convertido em várias plataformas, como Sega Master System, NES, Atari Lynx, Amstrad CPC, ZX Spectrum, Commodore 64, Amiga, Atari ST, Atari 2600, Atari 7800, e IBM PC.
Recebeu várias sequências: Rampage: World Tour (1997), que do arcade recebeu versões para Nintendo 64, PlayStation, Sega Saturn e Game Boy Color; Rampage 2: Universal Tour (1999) para N64, PlayStation e GBC; Rampage Through Time (2000) para PlayStation; e Rampage: Total Destruction (2006) para GameCube, PlayStation 2 e Wii. Além disso, Rampage foi incluído em várias compilações de jogos da Midway, e até incluído como jogo destravável em Lego Dimensions.

## Jogabilidade
No jogo, cada jogador tem direto de controlar cada um dos três monstros, George (gorila do estilo King Kong), Lizzie (lagarto no estilo Godzilla) e Ralph (lobisomem gigante), que são humanos mutantes - George era um homem de meia-idade, Lizzie uma moça jovem, e Ralph um senhor idoso. Os monstros tem de destruir todos os prédios de uma cidade, no processo devorando pessoas e combatendo o exército que os atacam.

## Cinema
Uma adaptação cinematográfica do jogo, Rampage, foi lançada no dia 11 de abril de 2018. Dirigida por Brad Payton e estrelada por Dwayne Johnson, que declarou ser fã do arcade original, nesta versão os monstros são animais que se tornaram gigantes e violentos devido a um experimentos científicos que causam edição genética, sendo George um gorila albino, Ralph um lobo que desenvolveu membranas de pele entre as patas, e Lizzie um crocodilo que desenvolveu espinhos por todo seu corpo.